# Nicasius van Reims

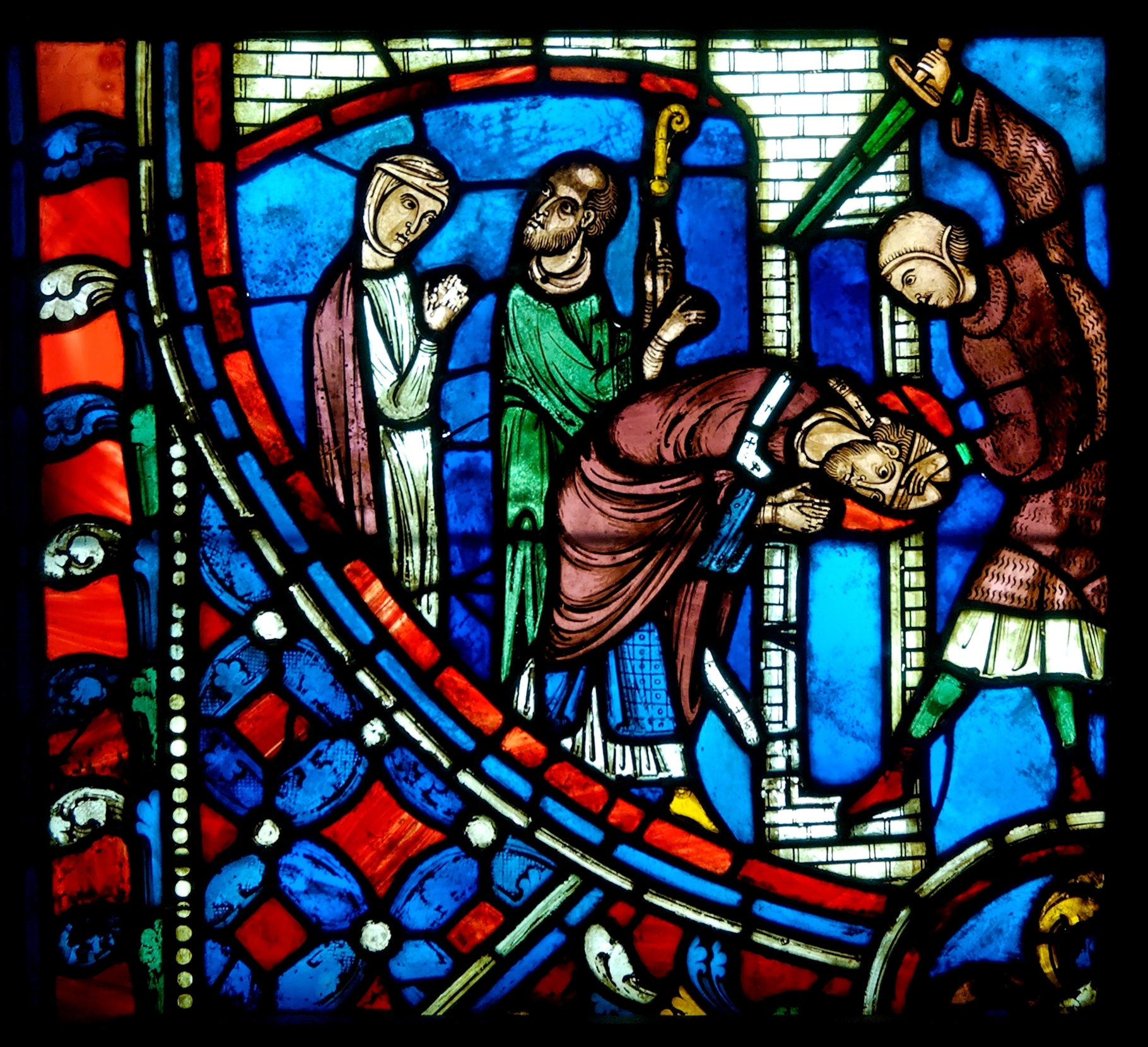
Scène uit het leven van Sint Nicasius. Vroeg-dertiende-eeuws glas-in-loodraam van de marteldood van Sint Nicasius in een kapel van de kathedraal van Soissons in Picardië

Sint Nicasius van Reims ((fr) Saint-Nicaise) (4e eeuw - Reims, 407 of 451) was in de eerste zeven jaar van de 5e eeuw de 10e of de 11e bisschop van Reims. Hij stichtte de eerste kathedraal van Reims, die aan de maagd Maria werd gewijd. Ook voorzag hij de invasie door de Vandalen en de Alanen, die in de laatste dagen van het jaar 406 over de bevroren Rijn Gallië binnentrokken. Tijdens een visioen zag hij deze barbaren de stad Reims aanvallen.
Hij stelde de mensen van zijn visioen op de hoogte en maande hen zich voor te bereiden. Toen hem gevraagd werd of de mensen al of niet moesten vechten, antwoordde Nicasius: "Laten we een beroep doen op de genade van God en laten we bidden voor onze vijanden. Ik ben bereid om mij voor mijn volk op te offeren.". Later, toen de Vandalen aan de poorten van de stad stonden, besloot Nicasius hen te vertragen, zodat meer burgers van Reims konden ontsnappen. Hij werd door de Vandalen of op het altaar van zijn kerk of in de deuropening gedood. Ook zijn lector, Jucundus, zijn deken, Florentius, en zijn maagdelijke zuster, Eutropia, werden gedood.
Na Nicasius en zijn gezelschap gedood te hebben zouden de Vandalen zijn geschrokken van een luid geluid, waarna zij volgens sommige bronnen niet meer toegekomen zijn aan het plunderen van de kerkschatten. Zij zouden zelfs reeds eerder verzamelde buit hebben achtergelaten.
Soms wordt het jaar van zijn dood aangegeven als 451, in dat geval hebben niet de Vandalen, maar de Hunnen de hand in zijn dood. De meeste onderzoekers houden het echter op de Vandalen en het jaar 407.
Een detail uit het verhaal van zijn martelaarschap verdient de aandacht. Op het moment van zijn executie zou Nicasius Psalm 119 (Psalm 118 in de Vulgaat) hebben gelezen. Precies op het moment dat hij vers "Adhaesit pavimento anima mea," bereikte, werd hij onthoofd. Het verhaal gaat dat zelfs nadat zijn hoofd de grond had geraakt, Nicasius er nog in slaagde de woorden "Vivifica me, Domine, secundum verbum tuum." te uiten. Nicasius maakt dus deel uit van de cefaloforen ("hoofddragers"), die zoals Sint Denis hun hoofd droegen en soms via hun afgehakte hoofd de mensen toespraken.
In Reims werd later een Benedictijnse abdij aan hem gewijd. Zijn feestdag wordt gevierd op 14 december.

## Voetnoten
1. ↑  Sint Nicasius en metgezellen, martelaren
2. ↑  https://web.archive.org/web/20090413101228/http://saints.sqpn.com/saintn11.htm